# イム・グォンテク
イム・グォンテク（林 權澤、1936年5月2日 - ）は、韓国の映画監督。

## 略歴
全羅南道長城で生まれ、光州市で育つ。家族に左翼運動家がおり、周囲から差別された。
朝鮮戦争後に釜山、のち1956年にソウルに移る。ソウルで映画監督鄭昌和と知り合い、映画製作アシスタントとして働くようになる。1962年に映画監督としてデビューした。
2016年、第36回韓国映画評論家協会賞 功労映画人賞を受賞。

## 主な監督作品
- 豆満江よさらば（1962年）
- 断腸録（1964年）
- 法廷を泣かせたオキ（1966年）
- 妖花張禧嬪(1968年)
- 雑草（1973年）
- ソウル奪還大作戦 大反撃（1973年）旧題：ホワイト・バッジ・ファイナル 史上最大の作戦
- 史上最大の戦場 洛東江大決戦（1976年）旧題：新ホワイト・バッジ 地獄への戦場
- 壬辰倭乱と桂月香（1977年）
- 族譜（1978年）
- 曼陀羅（1981年）
- アベンコ特殊空挺部隊 奇襲大作戦（1982年）旧題：エア・コンバット 多国籍特殊空挺部隊
- 霧の村（1982年）
- 川の流れは止められない（1984年）
- キルソドム（1985年）
- チケット（1986年）
- シバジ（1986年）
- アダダ（1987年）
- 波羅羯諦 ハラギャティ（1989年）
- 将軍の息子（1990年）
- 開闢（1991年）
- 英雄武闘伝説/将軍の息子II（1991年）
- 将軍の息子3（1992年）
- 風の丘を越えて/西便制（1993年）
- 太白山脈（1994年）
- 祝祭（1996年）
- 春香伝（2000年）
- 酔画仙（2002年）
- 下流人生 〜愛こそすべて〜（2004年）
- 천년학（2007年）
- 달빛 길어올리기（2010年）

## 出演作品
- Les Renaissances Du Cinema Coree（2005年/ドキュメンタリー映画）
- 황금어장（2010年/TVバラエティ/3月9日、3月16日放送分ゲスト出演）

## 受賞・叙勲
- 1997年 - 第8回福岡アジア文化賞芸術・文化賞
- 2002年 - カンヌ国際映画祭 監督賞（『酔画仙』）
- 2003年 - 湖巌賞芸術部門
- 2007年 - レジオンドヌール勲章シュバリエ
- 2015年 - アジア・フィルム・アワード 特別功労賞
- 2016年 - サタジット・レイ生涯功労賞

## 関連書籍
- 韓国映画の精神 林権澤監督とその時代（佐藤忠男著、2000年、岩波書店）ISBN 4000028421
- 林権澤は語る《映画・パンソリ・時代》（福岡ユネスコ協会編、2015年、弦書房）ISBN 4863291280